# Harrells
Harrells es un pueblo ubicado en el condado de Sampson y condado de Duplin en el estado estadounidense de Carolina del Norte. La localidad en el año 2000, tenía una población de 187 habitantes en una superficie de 8.2 km², con una densidad poblacional de 22.9 personas por km².

## Geografía
Harrells se encuentra ubicado en las coordenadas 34°43′45″N 78°11′57″O / 34.72917, -78.19917. Según la Oficina del Censo, la localidad tiene un área total de 8,2 km² (3,2 mi²), de la cual 8,2 km² (3,2 mi²) es tierra y 0 km² (0 mi²) (0.10%) es agua.

### Localidades adyacentes
El siguiente diagrama muestra a las localidades en un radio de 20 kilómetros (12,4 mi) de Harrells.

## Demografía
En el 2000 la renta per cápita promedia del hogar era de $29.375, y el ingreso promedio para una familia era de $41.250. El ingreso per cápita para la localidad era de $34.534. En 2000 los hombres tenían un ingreso per cápita de $30.625 contra $23.750 para las mujeres. Alrededor del 14.20% de la población estaba bajo el umbral de pobreza nacional.